# باشگاه فوتبال وایپونا
باشگاه فوتبال وایپونا یک باشگاه فوتبال از آپیا، ساموآ است که در حال حاضر در لیگ ملی ساموآ رقابت می‌کند.

## تاریخچه
این باشگاه در سال ۱۹۷۵ تاسیس شد. در سال ۲۰۲۰، وایپونا در لیگ منطقه‌ای لیگ بزرگسالان اوپولو دوم شد. در آن فصل، جان مایکل توموآ، بازیکن وایپونا، بهترین گلزن لیگ بود. وایپونا فصل ۲۰۲۱ لیگ ملی ساموآ را در رده دوم جدول لیگ با یک امتیاز کمتر از قهرمان آن سال، لوپه اوله سواگا به پایان رساند. در آن فصل، جان مایکل توموآ با چهل و پنج گل بهترین گلزن لیگ بود. این باشگاه فصل ۲۰۲۲ را بدون شکست به پایان رساند. با این حال، آنها دوباره نایب قهرمان لیگ شدند، که توسط وایواسه تای در تفاضل گل از میدان خارج شدند.